# 中院通藤
中院 通藤（なかのいん みちふじ）は、鎌倉時代後期の公卿。官位は正三位・非参議、左兵衛督。
権中納言・中院通教の子。母は三条公俊娘・中納言典侍。弟に左中将通冬がいる。

## 官歴
以下、『公卿補任』と『尊卑分脈』の内容に従って記述する。
- 文永8年（1271年）1月5日　叙従五位下（氏）。
- 正応3年（1290年）10月27日　叙従五位上。
- 正応4年（1291年）12月22日　任備中守。
- 正応5年（1292年）2月27日　叙正五位下。
- 永仁2年（1294年）1月6日　叙従四位下。
- 永仁3年（1295年）1月28日　右少将に遷任。
- 永仁5年（1297年）1月29日　叙従四位上。
- 永仁6年（1298年）7月13日　左中将に転任。同年12月18日、叙正四位下。
- 嘉元2年（1304年）5月5日　左中将を解却。
- 延慶2年（1309年）9月1日　任左兵衛督。同年12月9日、叙従三位。
- 正和3年（1314年）1月5日　叙正三位。
- 元応2年（1320年）　出家。